# لین چاردونت
لین شاردونت (فرانسوی: Lyne Chardonnet‎; ۵ مهٔ ۱۹۴۳ – ۱۱ دسامبر ۱۹۸۰) هنرپیشه اهل فرانسه بود.
از فیلم‌ها یا برنامه‌های تلویزیونی که وی در آنها نقش داشته‌است می‌توان به خالکوبی، دراکولای پدر و پسر، بنجامین، اسباب‌بازی، سه مرد برای کشتن و شتاب‌زده اشاره کرد.